# Nação Muscogee
A Nação Muscogee, ou Nação Creek, é uma tribo nativa americana reconhecida a nível federal, sediada no estado norte-americano de Oklahoma. A nação descende da histórica Confederação Muscogee, um grande grupo de povos indígenas das Florestas do Sudeste. As línguas oficiais incluem Muscogee, Yuchi, Natchez, Alabama e Koasati, sendo o Muscogee a língua com o maior número de falantes. Normalmente se referem a si mesmos como "Este Mvskokvlke". Historicamente, eram frequentemente referidos pelos europeus americanos como uma das Cinco Tribos Civilizadas do Sudeste Americano.
A Nação Muscogee é a maior das tribos Muscogee reconhecidas a nível federal. Os povos Alabama, Koasati, Hitchiti e Natchez, de língua muskogeana, também estão inscritos nesta nação. Os Shawnee e Yuchi (língua isolada), de língua algonquiana, também estão inscritos na Nação Muscogee, embora historicamente os dois últimos grupos pertençam a famílias linguísticas e culturas diferentes das dos Muscogee.
Outros grupos Muscogee reconhecidos a nível federal incluem a Cidade Tribal de Alabama-Quassarte, a Cidade Tribal de Kialegee e a Cidade Tribal de Thlopthlocco do Oklahoma; a Tribo Coushatta do Louisiana, a Tribo Alabama-Coushatta do Texas e a Banda Poarch dos Índios Creek do Alabama.